# Chrysopogon subtilis
Chrysopogon subtilis là một loài thực vật có hoa trong họ Hòa thảo. Loài này được (Steud.) Miq. mô tả khoa học đầu tiên năm 1857.